# Torviscoso
Torviscoso es un despoblado español del municipio de Peraleda de la Mata, perteneciente a la provincia de Cáceres, en la comunidad autónoma de Extremadura.

## Historia
Hacia mediados del siglo XIX, el lugar, por entonces con ayuntamiento propio, tenía contabilizada una población de 54 habitantes. Aparece descrito en el decimoquinto volumen del Diccionario geográfico-estadístico-histórico de España y sus posesiones de Ultramar de Pascual Madoz con las siguientes palabras:

TORVISCOSO: l. con ayunt. en la prov. y aud. terr. de Cáceres (19 leg.), part. jud. de Navalmoral de la Mata (1), dióc. de Plasencia (11), c. g. de Estremadura (Badajoz 30): sit. en llano, en medio de los montes del concejo de la Mata y deh. de San Benito ó San Marcos: tiene 12 casas, y una igl. parr. (San Sebastian) con curato de entrada y provision ordinaria. Se surte de aguas potables en una fuente al N. llamada Lucero, y un pilar con caño al S., una y otra de buena calidad. Su térm. es comun con el concejo (V.), teniendo para sí un égido pequeño: el terreno es llano y montuoso de encina y roble. Le baña el arroyo Zanjon, que nace en el desp. de Valparaiso, corre de S. á N., atraviesa la carretera de Estremadura, y se une al de Retama; este al Parreron, que pasa á 300 pasos del l. al N., el cual se une á su vez al de Santa Maria y este al r. Tietar. Los caminos son vecinales: el correo se recibe de Navalmoral, cuando hay ocasion. prod.: centeno, bellota y sandias; se mantiene ganado de cerda, lanar y vacuno, y se cria caza menuda. pobl.: 10 vec., 54 almas. cap. prod.: 57,150 rs. imp.: 2,857. contr.: 403 rs. 7 mrs.
(Madoz, 1849, p. 57)

El municipio de Torviscoso desapareció en 1948 y el término pasó a formar parte del de Peraleda de la Mata. El lugar quedó despoblado a lo largo del siglo XX.

## Demografía
| Gráfica de evolución demográfica de Torviscoso entre 1842 y 1940 |
| |
| Población de derecho según los censos de población del INE Población de hecho según los censos de población del INEEntre el censo de 1950 y el anterior, este municipio desaparece porque se integra en el municipio Peraleda de la Mata. |